# 아흐메드 알 사르힌디
혈통에 따라 알 파루키 라는 별명을 가진 이맘 아마드 알-시르힌디 ( 1564 = 972 AH - 1624 = 1033 AH )는 번째 천년기의 신성한 이맘과 무자디드로 별명을 얻었으며 인도 학자이자 하나피 법학자 이자 나크스반디 명령의 구성원. 수피 주문. 그는 남아시아 에서 이슬람을 갱신하고 Ilahi의 새로운 종교와 Mughal 황제 악바르 의 다른 문제적 견해에 반대하는 그의 작업으로 인해 그의 추종자 중 일부에 의해 "부활자"를 의미하는 Mujaddid 로 묘사되었다. 남아시아의 초기 연구에서는 그를 인도 이슬람의 보수적 경향에 기여한 것으로 평가했지만, 최근 연구에서는 수피 인식론 및 실천에 대한 시르힌디의 중요한 공헌을 지적했다.
수바 알무르잔 의 저자는 다음과 같이 말했다.

## 어린 시절부터 그의 양육과 삶
그는 아버지의 무릎에서 자랐기 때문에 아버지에게서 아랍 서적의 원리를 배웠고, 어렸을 때 성 꾸란을 외웠으며, 다양한 과학 분야의 여러 문헌을 외웠다. 그런 다음 그는 시카롯 으로 여행하여 압둘 하킴 알시알코트카말 알딘 알카슈미르 의 교사였던  에게 합리주의에 관한 몇 권의 책을 읽었다. 그는 야쿠브 알 카슈미리 알 사르피 로부터 하디스를 가져왔고, 또한 이븐 하자르 알-마키와 압드 알-라만 빈 파흐드 알-마키 로부터  두 개의 신성한 모스크 의 하디스를 가져왔고 하디스 책에서 라이센스를 얻었다. 해석과 원리에 관한 책도 있다. 그는 학문적 과학의 습득, 조사, 검토를 마치기 전까지는 아직 17세가 되지 않았다.
그는 아버지로부터 카디리야 및 치시티야 방법을 배웠으므로 이 두 가지 방법을 그에게 승인했다. 아버지의 생애 동안 그는 학생들에게 자히리 과학을 가르치고 그 방법을 따르는 사람들에게 방법을 가르치는 일을 했다. 그 기간 동안 그는 탈릴리야 논문, 라와피디테스 반박 논문과 같은 몇 가지 논문을 썼다. 예언자임을 증명하는 논문. 그는 문학 과학, 웅변, 수사학에 대한 지식을 갖고 있었다.
아버지가 돌아가시자 하지(Hajj)를 행하러 나갔고, 인도 술탄국 소재지인 델리(Dehli) 마을에 들어가 무함마드 알 바키 빌라를 만나 이틀 만에 그에게 충성을 맹세했다. 그에게서 Naqshbandi 방법을 배웠다. 한 달하고 며칠이 지난 후 무함마드 알-바키 비 알라는 그에게 나크쉬반디(나크스반디) 교단의 허가를 내렸고, 그는 고국으로 돌아와 그 방법을 가르치기 시작했다.

## 그의 의견
- 그는 철학자들의 영향을 받은 글을 가지고 있었고, 증인의 일치라는 원칙을 고수하곤 했다.[4]
- 그는 혁신을 선과 악으로 나누는 사람들을 비난하고 모든 혁신은 나쁘고 순나에서 벗어난다고 선언했다. 그는 자신이 혁신이라고 생각하는 여러 가지를 언급했다. “욕망의 기도, 안도의 기도, 결혼식, 탄생, 아수라 및 그 안에있는 모든 것”이라고 그가 말할 때까지 다음과 같이 말했다. “그리고 무덤에 대한 판결, 알 파티하 알 무루지, 매장 후기도에 대한 요청, 모두.”».
- 그는 무덤에서의 도살을 부인하고 이를 기피한다고 생각하며 "많은 무지한 사람들이 그들의 지도자, 의인, 성인들에게 동물에 관한 서원을 하고 그것을 무덤으로 데려가서 도살하는 데 익숙하다."라고 말했다. 그들에게서 보고된 것을 회피하는 것으로 여기고 그것에 대해 엄격히 규탄하고 경고하며 이 동물들을 도살하는 것을 회피하는 것으로 여겼느니라.” 다신교인들이 진에게 제사한 제사 중에는 그들의 승인을 구하고 그들의 불만을 두려워한다. »[5]
- 그는 마음만이 현존하든 부재하든 현실을 이해할 수 있으므로 메신저와 메시지가 필요하지 않다고 주장하는 사람들에게 다음과 같이 대답했다. “마음은 논증이지만 완전한 논증은 아니다. 인수가 완전하지 않는다. »

### 시아파에 대한 그의 견해
이맘 아마드 알 시르힌디아메드 알 사르힌디 는 시아파를 강력히 미워하고 라시둔 칼리프를 모욕했다는 이유로 그들을 박해했다. 16세기 말, 유명한 수니파 성자 아마드 알 시르힌디 (1564-1624)는 " 거절에 대한 반박 "이라는 제목의 논문을 썼다. 우즈벡의 압둘라 칸이 마슈하드에서 시아파를 학살한 것을 정당화한다. 이와 관련하여 그는 이렇게 말한다. “시아파는 아부 바크르 , 오마르 , 오스만 및 순결한 아내 중 한 명을 저주하는 것을 허용했기 때문에 그 자체가 신성모독이므로, 그 저주는 이슬람 통치자와 모든 사람에게 해당된다. 참 종교를 세우기 위해 그들을 죽이고 억압하라는 전지전능하신 왕( 하나님 )의 명령이다. 그들의 건물은 철거되고 그들의 재산과 소유물은 압류될 수 있다.” 11년 동안 통치자 자리를 지켰던 이카드 칸은 무자비한 폭군이었다. 그는 시아파를 극도로 잔인하게 대했다. 나크쉬반디 콰자 카완드 마흐무드와 아마드 시르힌디 의 제자들은 시아파를 미워했다. 서기 1636년 자파르 칸 1세의 통치 기간 동안 사람들이 과일을 따고 있는 동안 시아파와 수니파 사이에 논쟁이 시작되어 시아파 지역에 대한 전면적인 공격으로 확대되었다.

## 그의 저서
- 신성한 기록 (신성한 글), 3권으로 구성되어 있다.
- 제자의 에티켓
- 예언의 증거
- 의무 증명
- 시청자 댓글
- 원리와 부활
- 글로벌 지식
- 보이지 않는 폭로[8]

## 그는 동시대 사람들로부터 칭찬을 받았다.
- 카와자 무하마드 알바키 빌라 는 그에 대해 다음과 같이 말했다: «  »
- 아브드 알하킴 알시알쿠티 는 그를 크게 칭찬하고 부인하는 사람들을 가장 가혹한 말로 모욕했으며 자신이 두 번째 천년의 혁신자라고 선언했으며 이러한 설명을 한 최초의 사람이라고 한다.

## 그를 원하는 사람들
그의 선배 제자들 중에는:
- 아담 알 바누리
- 미르 무하마드 누만 알 바다흐시
- 관상 메시지의 저자인 셰이크 타지 알딘 알힌디(셰이크 타지 알딘 알힌디)

## 그의 인생의 마지막 순간
죽기 몇 달 전, 그는 숨이 가빠지는 증상을 겪기 시작했고, 이후 학생들과 사람들과 단절하고 격리하기로 결정했으며, 그룹으로 매일 5번의 기도를 드리기 위해 격리를 남겨 두었다. 그는 1034 AH에 세상을 떠날 때까지 기억하고 용서를 구하는 데 대부분의 시간을 보냈다.

## 성씨와 그 의미

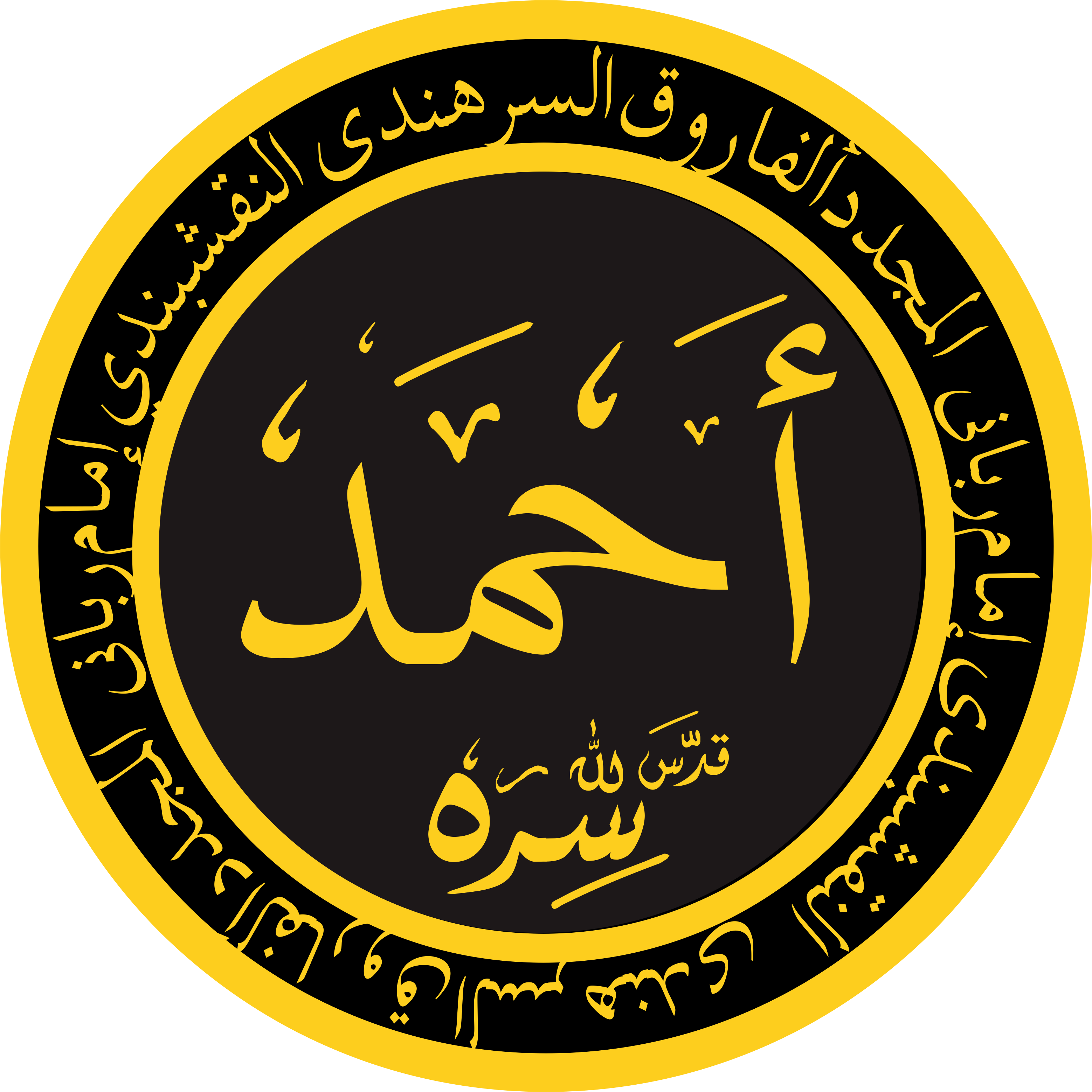

일부 성이 포함된 아메드 알 시르힌디 이름 차트 알 시르힌디 의 성 뒤에는 성이 따르며 각 성에는 의미가 있다.

### 알 파루키
이맘 아메드 알 시르힌디 는 이슬람의 두 번째 칼리프인 알 파루크 오마르 빈 알카타브 에 속하기 때문에 혈통에 따라 알 파루키 라는 별명을 얻었다

### 두 번째 천년의 갱신자
그가 죽은 후 그에게 주어진 칭호는 무자디드 알 타니(무자디드 알 타니)(“제2천년기의 무자디드”)로, 그가 무슬림의 제

### 신성한 이맘
신성의 의미는 자신과 함께 일하는 주님의 종교를 아는 사람이다. 지식으로 행하지 아니하면 학자가 아니니라